# FC Séquence
Football Club Séquence de Dixinn w skrócie FC Séquence – gwinejski klub piłkarski, grający w pierwszej lidze gwinejskiej, mający siedzibę  w mieście Konakry.

## Sukcesy
- Puchar Gwinei[1]
  - zwycięstwo (3): 2010, 2011, 2012.

- Superpuchar Gwinei[1]
  - zwycięstwo (1): 2010.

## Występy w afrykańskich pucharach
| Sezon | Rozgrywki           | Runda   | Kraj                     | Klub                   | Dom | Wyjazd | Dwumecz |
| ----- | ------------------- | ------- | ------------------------ | ---------------------- | --- | ------ | ------- |
| 2011  | Puchar Konfederacji | wstępna | Wybrzeże Kości Słoniowej | Africa Sports National | 0–1 | 1–1    | 1–2     |
| 2012  | Puchar Konfederacji | wstępna | Ghana                    | Nania FC               | –   | –      | –       |
| 2012  | Puchar Konfederacji | 1       | Maroko                   | CODM Meknès            | 0–2 | 0–3    | 0–5     |
| 2013  | Puchar Konfederacji | wstępna | Gwinea Równikowa         | The Panthers FC        | 0–2 | 0–1    | 0–3     |

## Stadion
Domowe mecze klub rozgrywa na stadionie o nazwie Stade du 28 Septembre w Konakry, który może pomieścić 35000 widzów.

## Reprezentanci kraju grający w klubie
Stan na lipiec 2023.
| - Abdoulaye Pape Camara - Daouda Camara - Thierno Camara - Cheick Oumar Condé - Sam Diallo | - Amadou Diawara - Morifing Donzo - Mohamed N’Diaye - Sékou Oumar Yansané - Mbemba Sylla |